# Penny Lake
Penny Lake är en sjö i Antarktis. Den ligger i Östantarktis. Nya Zeeland gör anspråk på området. Penny Lake ligger 889 meter över havet.